# Rajon Waukawysk
Der Rajon Waukawysk (belarussisch Ваўкавыскі раён Waukawyski rajon; russisch Волковысский район Wolkowysski rajon) ist eine Verwaltungseinheit in der Hrodsenskaja Woblasz in Belarus mit dem administrativen Zentrum in der Stadt Waukawysk. Der Rajon hat eine Fläche von 1.192,85 km² und umfasst 191 ländliche Siedlungen in 10 Dorfsowjets sowie die Stadt Waukawysk und die Siedlungen städtischen Typs Krasnaselski und Ros.

## Geographie
Der Rajon Woranawa liegt im Südwesten der Hrodsenskaja Woblasz.

### Nachbarrajone
Die Nachbarrajone sind im Norden Masty und im Osten Selwa in der Hrodsenskaja Woblasz, im Südosten Pruschany in der Breszkaja Woblasz, im Süden Swislatsch und im Westen Berastawiza in der Hrodsenskaja Woblasz.

## Administrative Gliederung
| Dorfsowjets 1. Hneskauski Selsawet 2. Isabelinski Selsawet 3. Krasnaselski Selsawet 4. Padaroski Selsawet 5. Roski Selsawet 6. Schylawizki Selsawet 7. Subazki Selsawet 8. Waukawyski Selsawet 9. Wjarejkauski Selsawet 10. Woupauski Selsawet | Stadt 1. Waukawysk Siedlungen städtischen Typs 1. Krasnaselski 2. Ros (Rajon Waukawysk) |